# Eremurus stenophyllus
Eremurus stenophyllus là một loài thực vật có hoa trong họ Thích diệp thụ. Loài này được (Boiss. & Buhse) Baker miêu tả khoa học đầu tiên năm 1876.